# میکائیل تاوریزیان
میکائیل آرسنی تاوریزیان (ارمنی: Միքայել Արսենի Թավրիզյան؛ زادهٔ ۹ ژوئن ۱۹۰۷ - درگذشته ۱۷ اکتبر ۱۹۵۷) یک رهبر (موسیقی) و سیاستمدار اهل ارمنستان بود 

## زندگی‌نامه
وی در ۹ ژوئن [سبک قدیمی: ۲۷ مه] ۱۹۰۷ در باکو به دنیا آمد و از آکادمی موسیقی باکو (۱۹۲۶) و کنسرواتوار سنت پیترزبورگ (۱۹۳۴) فارغ‌التحصیل گشت. همچنین برندهٔ جوایزی همچون نشان لنین، نشان پرچم سرخ کار، نشان برجسته افتخار، هنرمند مردمی اتحاد جماهیر شوروی، جایزه دولتی اتحاد شوروی، چهره هنری شایسته ارمنستان شوروی، هنرمند مردمی ارمنستان شوروی و جایزه استالین شده‌است. وی در۱۷ اکتبر ۱۹۵۷ در سن ۵۰ سالگی در ایروان درگذشت.

## نگارخانه

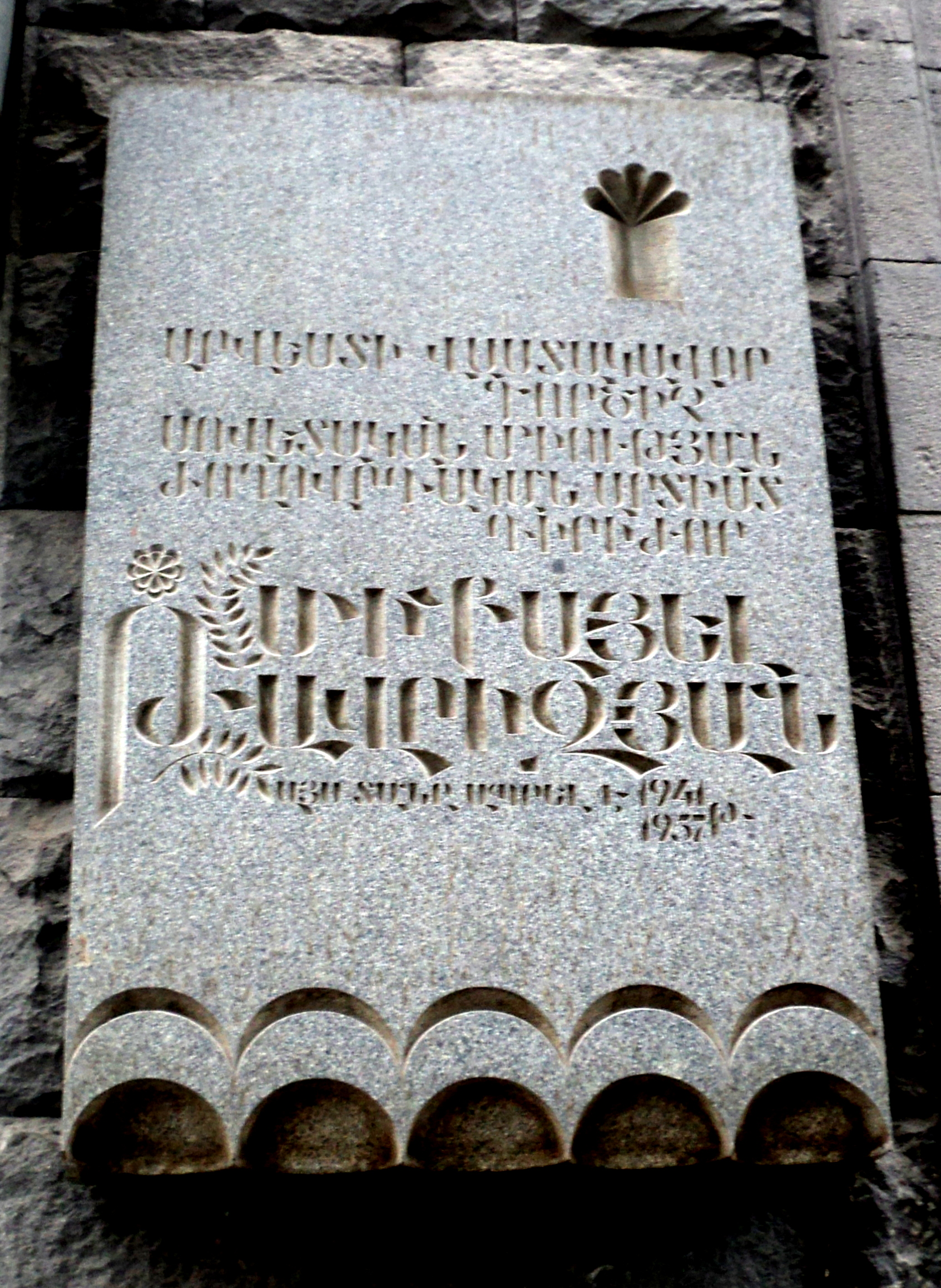